# Fresno de la Vega
Fresno de la Vega ist ein Ort und eine nordspanische Gemeinde mit 477 Einwohnern (Stand: 2024) in der Provinz León und der Region Kastilien-León. 

## Lage und Klima
Fresno de la Vega liegt etwa 27 Kilometer südlich von León im Nordwesten der Iberischen Meseta in einer Höhe von ca. 755 m. Der Esla begrenzt die Gemeinde im Westen. 
Das Klima im Winter ist rau, im Sommer dagegen trocken und warm; der Regen (499 mm/Jahr) fällt überwiegend im Winterhalbjahr.

## Bevölkerungsentwicklung
| Jahr      | 1970 | 1981 | 1991 | 2001 | 2011 | 2021 |
| Einwohner | 1041 | 886  | 793  | 682  | 616  | 481  |

Aufgrund der durch die Mechanisierung der Landwirtschaft und die Aufgabe von bäuerlichen Kleinbetrieben ausgelösten Landflucht ist die Bevölkerung des Dorfes seit der Mitte des 19. Jahrhunderts kontinuierlich gewachsen.

## Sehenswürdigkeiten

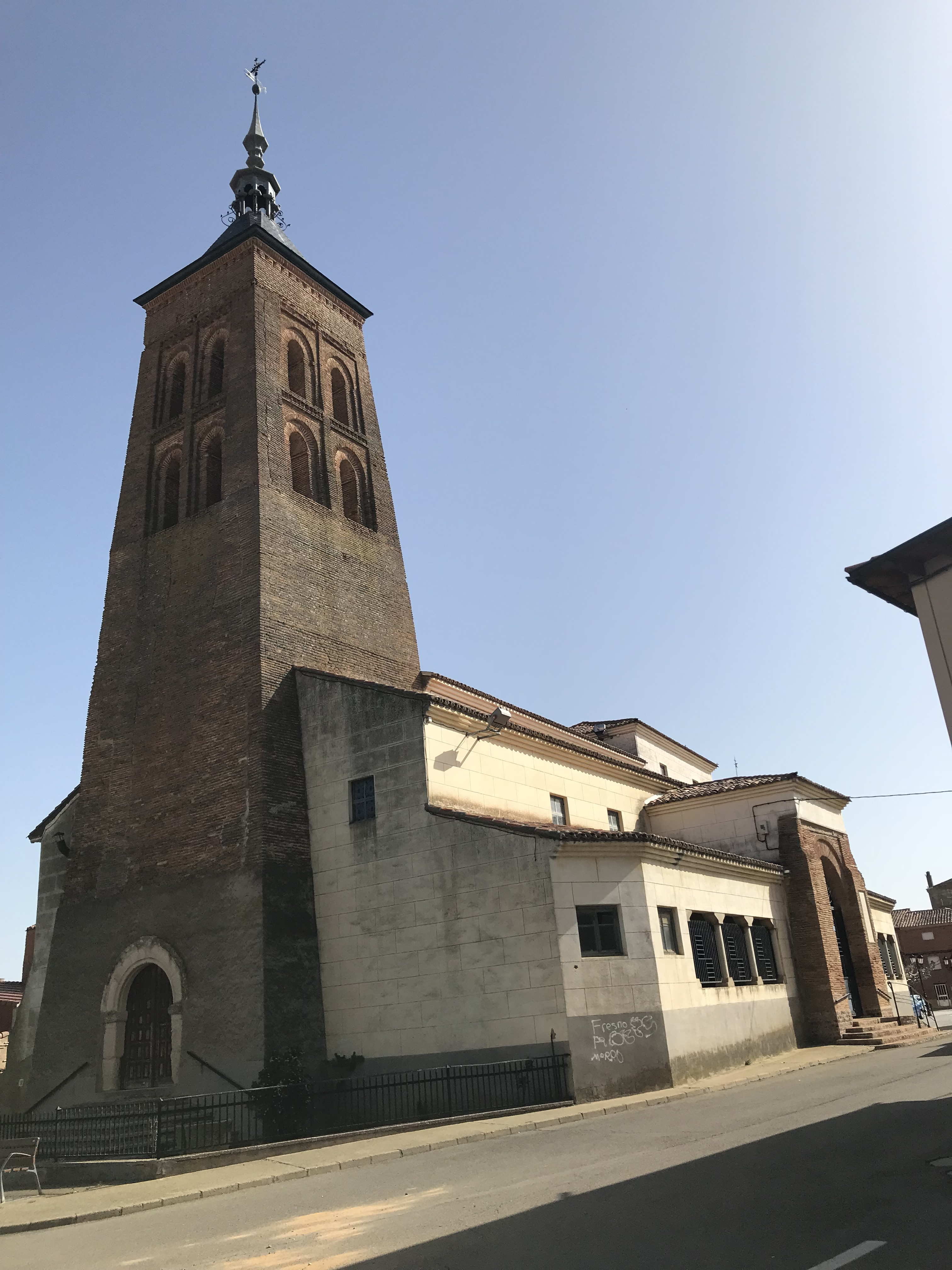
Michaeliskirche
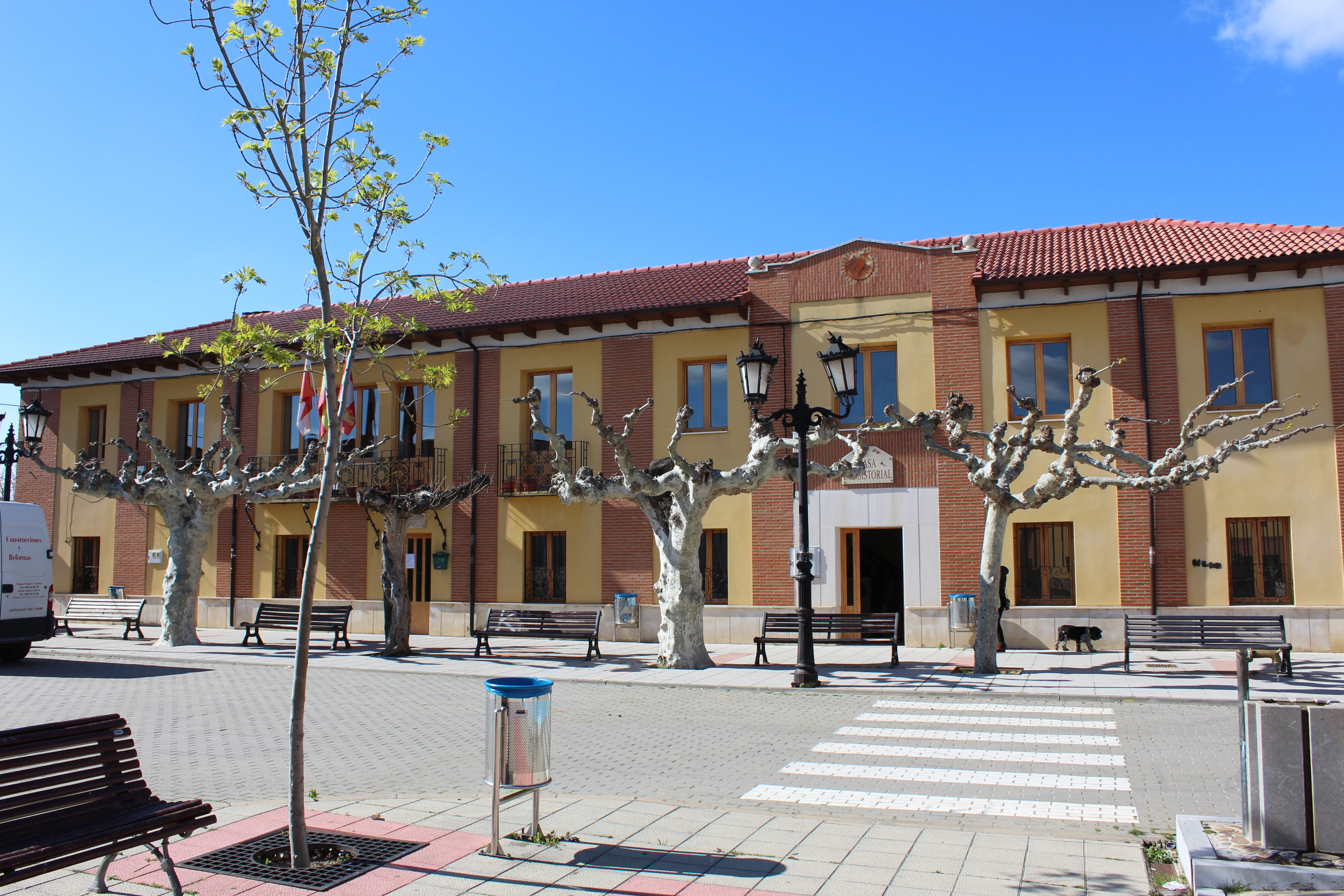
Rathaus

- Michaeliskirche
- Rathaus

## Persönlichkeiten
- Jesús González Calleja (* 1965), Bergsteiger